# Чемпионат Европы по настольному теннису 1986
15-й Чемпионат Европы по настольному теннису проходил с 5 по 13 апреля 1986 года в Праге (Чехословакия).

## Медалисты

### Мужчины
| Разряд               | Золото                                                                                     | Серебро                                                                                       | Бронза                                                                                   |
| -------------------- | ------------------------------------------------------------------------------------------ | --------------------------------------------------------------------------------------------- | ---------------------------------------------------------------------------------------- |
| Одиночный разряд     | Йёрген Перссон                                                                             | Лешек Кухарски                                                                                | Ульф Карлссон                                                                            |
| Одиночный разряд     | Йёрген Перссон                                                                             | Лешек Кухарски                                                                                | Анджей Грубба                                                                            |
| Парный разряд        | Ян-Уве Вальднер Эрик Линд                                                                  | Микаэль Аппельгрен Ульф Карлссон                                                              | Драгутин Шурбек Зоран Калинич                                                            |
| Парный разряд        | Ян-Уве Вальднер Эрик Линд                                                                  | Микаэль Аппельгрен Ульф Карлссон                                                              | Илья Лупулеску Зоран Приморац                                                            |
| Командное первенство | Швеция · Ульф Карлссон · Ян-Уве Вальднер · Микаэль Аппельгрен · Эрик Линд · Йёрген Перссон | Франция · Жак Секретен · Патрик Ренверсе · Патрик Бирошо · Брюно Париэтти · Жан-Филипп Гасьен | Польша · Анджей Грубба · Лешек Кухарски · Стефан Дрышел · Норберт Мних · Анджей Якубович |

### Женщины
| Разряд               | Золото                                                             | Серебро                                                                  | Бронза                                                              |
| -------------------- | ------------------------------------------------------------------ | ------------------------------------------------------------------------ | ------------------------------------------------------------------- |
| Одиночный разряд     | Чилла Баторфи                                                      | Флюра Булатова                                                           | Лиза Беллинджер                                                     |
| Одиночный разряд     | Чилла Баторфи                                                      | Флюра Булатова                                                           | Отилия Бэдеску                                                      |
| Парный разряд        | Флюра Булатова Елена Ковтун                                        | Беттине Вризекоп Мария Грахова                                           | Мария Албою Отилия Бэдеску                                          |
| Парный разряд        | Флюра Булатова Елена Ковтун                                        | Беттине Вризекоп Мария Грахова                                           | Барбро Викторссон Мария Свенссон                                    |
| Командное первенство | Венгрия · Эдит Урбан · Чилла Баторфи · Жужа Олах · Дьёрдьи Фазекаш | СССР · Нарине Антонян · Валентина Попова · Флюра Булатова · Елена Ковтун | ФРГ · Ольга Немеш · Катя Нольтен · Зузанне Венцель · Анке Ольшевски |

### Микст
| Разряд           | Золото                        | Серебро                         | Бронза                         |
| ---------------- | ----------------------------- | ------------------------------- | ------------------------------ |
| Смешанный разряд | Йиндржих Пански Мария Грахова | Илья Лупулеску Гордана Перкучин | Драгутин Шурбек Бранка Батинич |
| Смешанный разряд | Йиндржих Пански Мария Грахова | Илья Лупулеску Гордана Перкучин | Милан Орловски Алена Шафаржова |